# Katy Kurtzman
Katy Kurtzman, född 16 september 1965 i Washington, D.C., är en amerikansk skådespelare. Hon är bland annat känd för roller som Anna Gillberg i Lilla huset på prärien, Heidi i The New Adventures of Heidi och Lindsay Blaisdel i Dynastin.

## Filmografi (urval)
| År   | Titel                       | Roll             | Kommentar                          |
| ---- | --------------------------- | ---------------- | ---------------------------------- |
| 1977 | Lilla huset på prärien      | Anna Gillberg    | Avsnittet "The Music Box"          |
| 1978 | Lilla huset på prärien      | Unga Caroline    | Avsnittet "I Remember, I Remember" |
| 1978 | The New Adventures of Heidi | Heidi            |                                    |
| 1978 | Long Journey Back           | Amy Casella      |                                    |
| 1979 | Familjen Macahan            | Nettie           | Avsnittet "The Scavengers"         |
| 1979 | Hawaii Five-O               | Annie Carter     | Avsnittet "Image of Fear"          |
| 1981 | Dynastin                    | Lindsay Blaisdel |                                    |
| 2013 | Grey's Anatomy              | Deedee Keller    | Avsnittet "Sleeping Monster"       |